# 李元平 (1962年)
李元平（1962年11月—），山西怀仁人。男，汉族。1984年3月加入中国共产党，1985年8月参加工作，山西农业大学畜牧兽医系兽医专业毕业，大学学历，农学硕士，工程师。曾任国家质量监督检验检疫总局副局长，中共甘肃省委常委、组织部长。现任中共贵州省委常委、省纪委书记。

## 简历
1998年3月起，历任山西省商检局副局长、山西省检验检疫局副局长、局长、吉林省检验检疫局局长等职。
2004年7月，进入国家质量监督检验检疫总局工作。历任进出口食品安全局局长、通关业务司司长、办公厅主任、人事司司长等职。2016年12月，国务院任命其为国家质量监督检验检疫总局副局长。
2018年1月，空降甘肃接替转任中央国家机关工委副书记的梁言顺任中共甘肃省委常委、组织部部长。
2021年12月，跨省履新，任中共贵州省委常委、省纪委书记。